# Quimsa Cruz
Die Cordillera Quimsa Cruz, Aymara und Quechua Kimsa Krus, auch „Tres Cruces“ (deutsch „drei Kreuze“) genannt, ist ein Gebirgszug im Departamento La Paz in Bolivien.
Die Cordillera Quimsa Cruz gehört zu den abgelegensten Gebirgsregionen Boliviens und besitzt stark alpinen Charakter. Die Hochgipfel sind zum Teil stark vergletschert und zum Großteil aus stabilem Granitgestein aufgebaut. Der Name kommt aus der Aymara-Sprache – oder gleichlautend Quechua – und bedeutet so viel wie drei Kreuze. Die Bergkette hat eine Länge von 30 Kilometern und ist zwischen 9 und 15 Kilometer breit. Ungefähr 80 Gipfel ragen zwischen 4900 und 5760 Meter in die Höhe.

## Lage
Die Kordillere Quimsa Cruz ist Teil der bolivianischen Cordillera Real und setzt die Reihe der Andengipfel von Illampú, Ancohuma, Huayna Potosí und Illimani in südöstlicher Richtung fort. Der ganzjährig schneebedeckte Gebirgszug liegt zwischen 16°53'S 67°28'W und 17°07'S 67°13'W im Grenzbereich zwischen der Provinz Loayza im Westen und der Provinz Inquisivi im Osten und hat eine Länge von 30 km. Weiter im Südosten schließt sich der Höhenrücken der Cordillera Mazo Cruz an. Im Norden wird das Gebirge durch den Cañon del Río de la Paz begrenzt, im Süden durch den Paso de las Tres Cruzes.

## Klima und Höhenstufen
Die Cordillera Quimsa Cruz unterteilt sich in vier Höhenstufen. Die Talschaften erstrecken sich von 2500 bis 3700 Metern Meereshöhe. Die durchschnittliche Temperatur liegt hier bei 12 °C, mit einem Jahresniederschlag von 600 mm. Die Puna beginnt auf 3700 Meter und endet auf etwa 4000 Meter. Hier liegt der Jahresniederschlag nur noch bei 300 mm und die Durchschnittstemperatur bei 7 °C.
Von 4000 Meter bis auf 4800 Meter hinauf erstreckt sich das Alto Andino, das andine Hochland. Das Klima ist hier sehr kalt und semihumid. Es regnet vor allem in den Monaten von November bis März, die restlichen Monate sind ziemlich trocken. Die Durchschnittstemperatur fällt auf 5 °C und die jährliche Niederschlagsmenge liegt bei 600 mm. Darüber liegt die Nivale Zone. Diese ist spärlich bewachsen und vor allem von Fels und Eis geprägt. Hier liegt die Durchschnittstemperatur nur noch bei 1 bis 2 °C und die jährliche Niederschlagsmenge bei 700 mm.
Die Gletscher auf der Ostseite ziehen sich bis auf etwa 5400 Meter Meereshöhe hinab, auf der Westseite bis 5200 Meter. Die Gletscherfläche der Cordillera Quimsa Cruz macht 10 Prozent der Gesamtfläche der bolivianischen Gletscher aus. Diese liegt bei 566 Quadratkilometern, die der Cordillera Quimsa Cruz also bei etwa 57 km². Auch hier verlieren die Gletscher aufgrund der allgemeinen Erderwärmung stetig an Volumen.

## Gipfel
Die Kordillere erhebt sich bis auf etwa 5800 Meter und weist u. a. folgende Gipfel auf:
- Jacha Collo (auch: Jachacunocollo) 5800 m
- Gigante Grande 5748 m
- Cerro Don Luiz 5754 m
- Pirámide de Atoroma 5650 m
- Huayna Cuno Collo 5640 m
- Nevado de Atoroma 5565 m
- Korichuma 5500 m

## Erschließung
Wichtigste Ortschaft am Fuß der Quimsa Cruz ist Quime, weitere wichtige Ortschaften sind Viloco, Araca, Mina Caracoles, Mina La Argentina, Pacuni und Cairoma.
Die Kordillere Quimsa Cruz ist reich an mineralischen Bodenschätzen, so dass sich bis in Höhen von knapp 5000 Meter Bergbaustollen und Minenlager befinden. Zugangsort zum Erzabbau ist in erster Linie der Ort Viloco, der bis in die 1920er Jahre eine prosperierende Bergbaustadt mit Kino und eigenem Telefonsystem gewesen ist, außerdem Dörfer wie Mina La Argentina und Mina Caracoles. Es werden vor allem Zink, Zinn, Kupfer, Wolfram und Blei, aber auch Gold und Silber abgebaut.

## Flora
Die Flora in der Cordillera Quimsa Cruz ist stark von der Höhenlage abhängig und gehört zu den vielfältigsten im Hochland Boliviens. Nahe Araca befindet sich einer von zwei Orten in Bolivien und vier in den Anden insgesamt wo noch die Riesenbromelie Puya raimondii anzutreffen ist. In den Höhenlagen wächst die typische Andenvegetation wie das harte Moos Bofedales oder das ebenfalls harte Ichugras. In den gemäßigten Höhenlagen findet sich eine Vielzahl von Blumenarten. Die einzigen verbliebenen Baumarten sind Eukalyptus und Polylepis (Qiwuña). Zusätzlich kommen in den Talgebieten noch Retama, Tico, Ramran (Aliso), Molle, Lambrada, Jamillo, Verbena, Chilliwa, Paiqo, Muña, Kharwinchu (Cardo) und Sawsi (Sauce) vor. In der Puna findet sich Sewenkha, Nunumaya, Mutumutu, des Chachakuma, Q'uwa, Warichillkha und Umachillkha. In den Hochanden bleiben dann nur noch Ichu, Pasto Pluma, Pasto Bandera, Napha, Chiji, Anawaya und Thula übrig.

## Fauna
Viele der typischen andinen Hochlandbewohner sind auch im Quimsa Cruz Gebiet anzutreffen. Neben dem sehr selten gewordenen Kondor sind auch Falken und kleinere Adlerarten anzutreffen. Die größte bodenlebende Tierart ist der Brillenbär, der ebenso wie der Puma kaum noch anzutreffen ist. Der Andenfuchs ist dagegen häufiger zu sehen, ebenso wie diverse Wildkatzenarten. Deren Beutetiere sind vor allem Mäuse, aber auch Hasen und Viscachas. In den zahlreichen Bergseen sind mittlerweile Forellen eingesetzt worden.